# Granata fumogena
Una granata fumogena è una bomba a mano usata per le segnalazioni terra-terra o terra-aria, per marcare zone d'atterraggio o bersagli, o per formare una cortina fumogena. Generalmente sono considerate armi non letali, anche se un uso incorretto può causare gravi danni o anche la morte. Ci sono due tipi di granate fumogene. Il primo tipo, chiamato ad emissione lenta, crea una cortina fumogena costante, quindi utile come metodo di segnalazione, occultamento o per la dispersione di gas (ad esempio il gas CS), generalmente è costituito da un cilindro in lamiera d'acciaio con dei fori per l'uscita del fumo. Il riempimento è qualche centinaio di grammi di materiale fumogeno, ad esempio clorato di potassio, lattosio ed un colorante. La reazione è esotermica quindi il contenitore potrebbe ancora rimanere rovente per un po' di tempo dopo che ha finito di emettere fumo. Il secondo tipo è chiamato scoppiante, ed è caricato al fosforo bianco (white phosphorus - WP), che brucia ad alte temperature con fiamme gialle e produce una densa nube di fumo bianco (anidride fosforica), ha anche effetti incendiari, ed è molto pericoloso, specialmente contro persone non protette.

## Usi
Sono usati per formare una cortina fumogena, per nascondere alla vista i movimenti di un'unità, o per le segnalazioni. La visione termica riesce a penetrare il fumo, quindi una unità dotata di visori termici può usare il fumo per colpire il nemico senza essere visto. Possono essere usati per disperdere agenti irritanti per l'uso antisommossa.
Queste armi non devono essere confuse con i fumogeni e le granate a gas lacrimogeno.

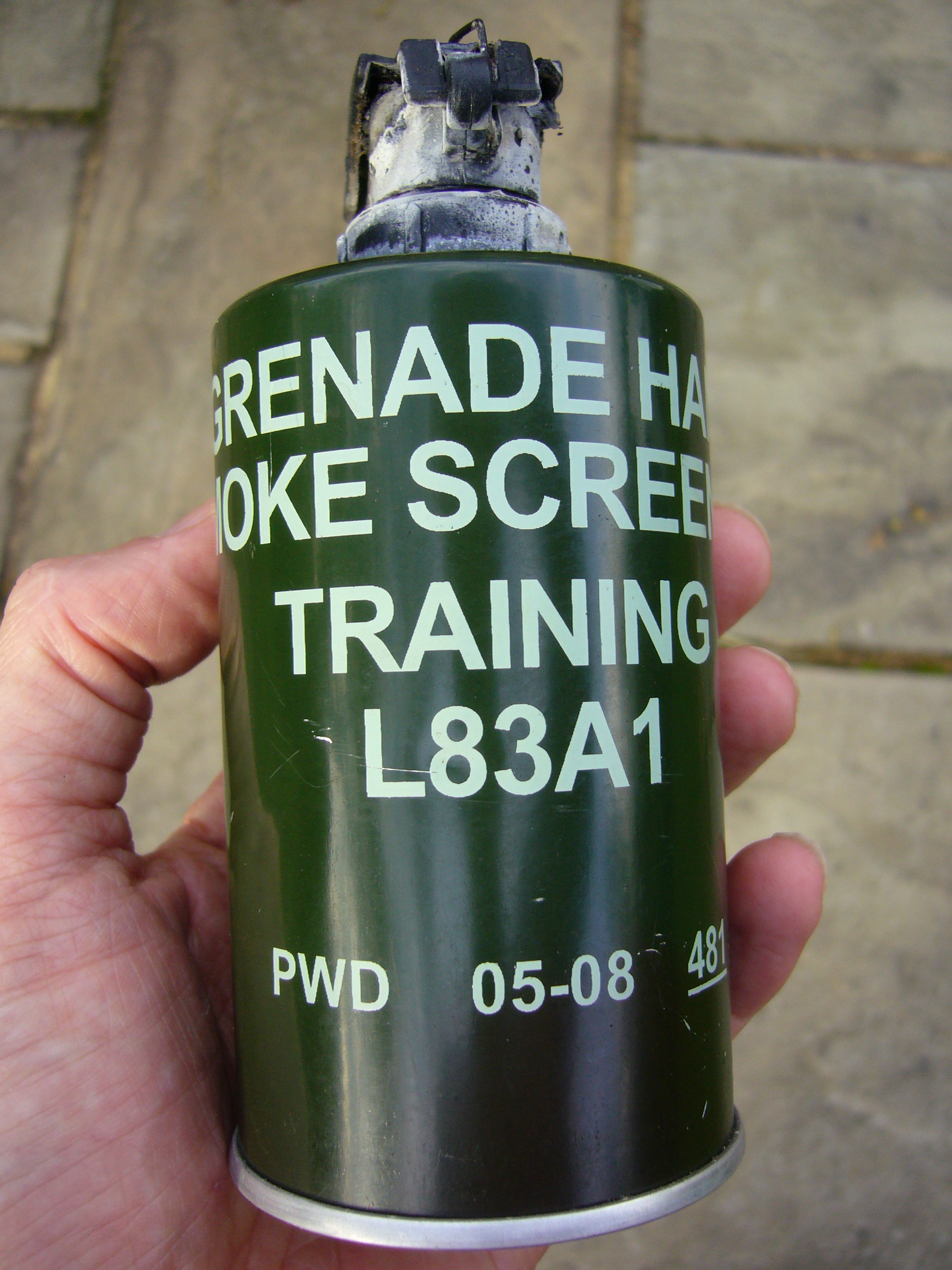
Una granata L83A1 inglese prodotta nel maggio 2008. Questo esemplare è già stato usato
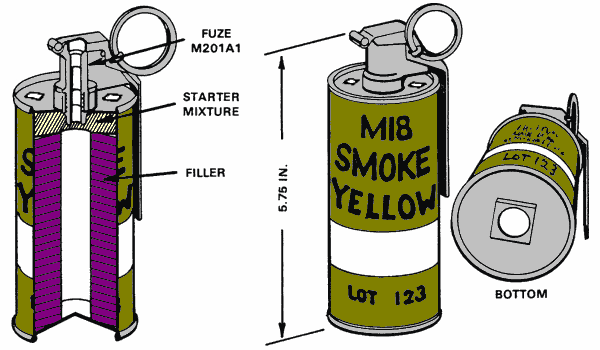
Diagramma e sezione di una M18 statunitense
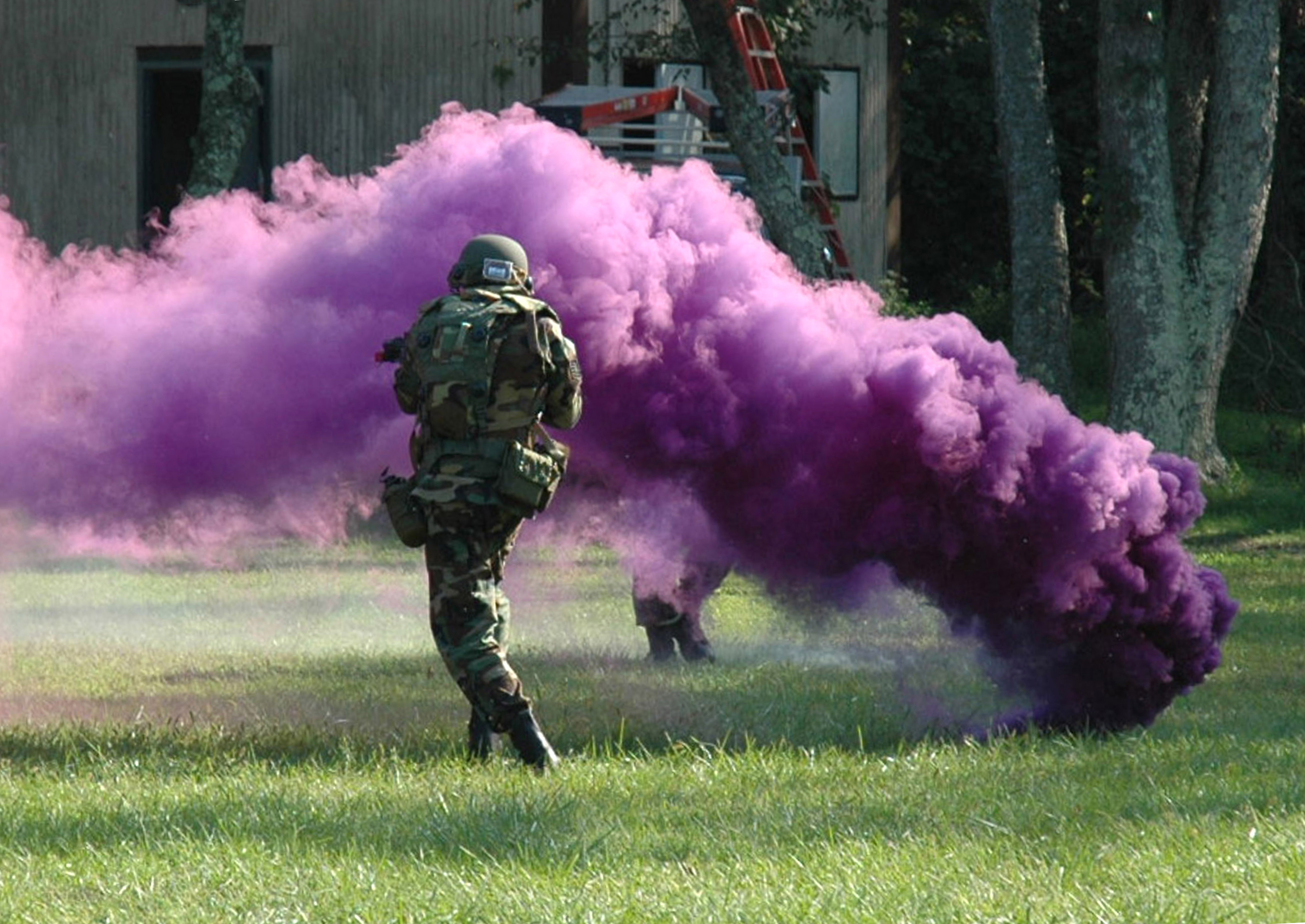
Una granata fumogena viola usata durante un'esercitazione
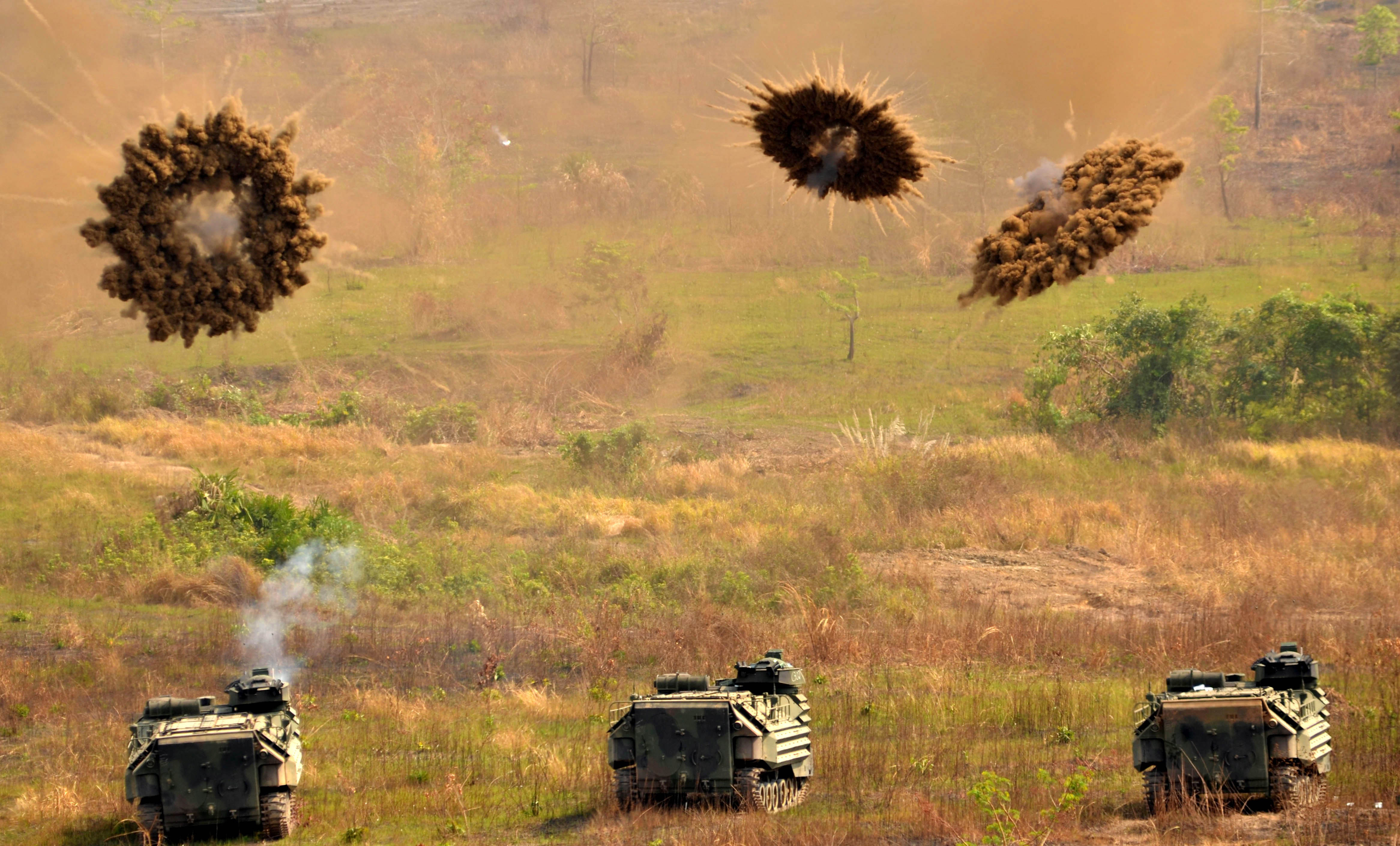
Degli AAV7 che lanciano granate fumogene
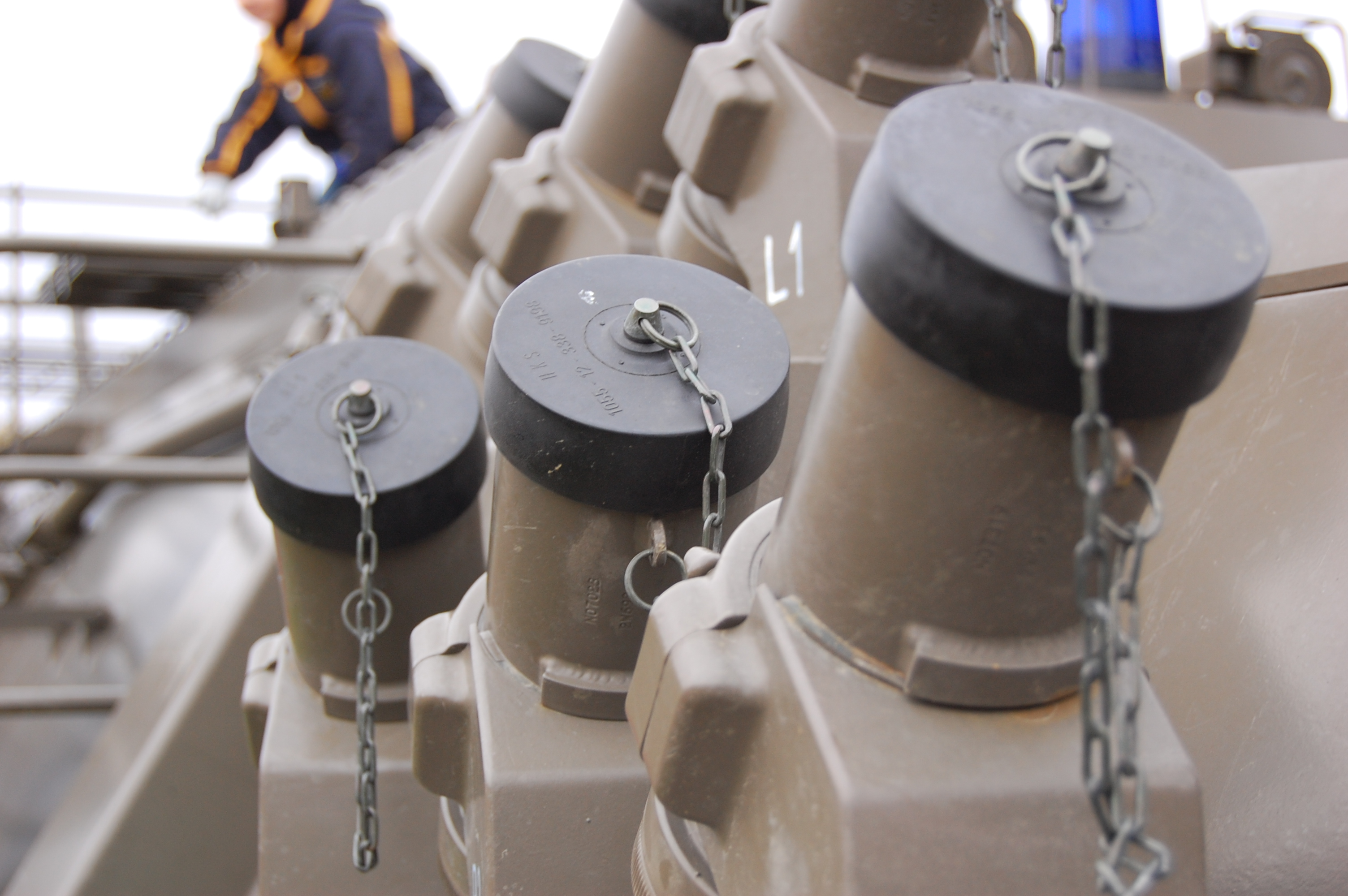
Dei lanciafumogeni su un Pandur I